# Idaea consociata
Idaea consociata är en fjärilsart som beskrevs av Otto Staudinger 1900. Idaea consociata ingår i släktet Idaea och familjen mätare. Inga underarter finns listade i Catalogue of Life.